# Д-р Хаус (сезон 1)
Първият сезон на телевизионния сериал „Д-р Хаус“ започва излъчване в Съединените щати на 16 ноември 2004 г. и завършва 24 май 2005 г. с общо 22 епизода.

## Епизоди
| Номер | Заглавие               | Първо излъчване в САЩ | Първо излъчване в България |
| --- | ---------------------- | --------------------- | -------------------------- |
| 1 (1-01) | Pilot "Everybody Lies" | 16 ноември 2004 г.    | 2 февруари 2007 г.         |
| Младата учителка в детска градина Ребека Адлър колабира в класната стая, след като започва да пелтечи, докато преподава на децата. Запознаваме се с ексцентричния доктор Хаус и неговия екип. |                        |                       |                            |
| 2 (1-02) | Paternity              | 23 ноември 2004 г.    | 5 февруари 2007 г.         |
| Екипът помага на шестнайсетгодишен ученик, който вижда двойно и страда от нощни страхове. (Клинични случаи: Неваксинирано бебе, мъж с рана на крака.) |                        |                       |                            |
| 3 (1-03) | Occam's Razor          | 30 ноември 2004 г.    | 9 февруари 2007 г.         |
| Основен пациент в този епизод е ученик в колеж, чието ниско кръвно налягане не се подобрява след вливанията. Този факт събужда любопитството на д-р Хаус и той се заема със случая. Другите по-леки случаи в клиниката са жена с настинка от една седмица, мъж с възпалено гърло, жена с болки в краката след продължително тичане и младеж с MP3 плейър.                                                                            |                        |                       |                            |
| 4 (1-04) | Maternity              | 7 декември 2004 г.    | 12 февруари 2007 г.        |
| В болницата „Принстън Плейнсбъро“ се разиграва истински кошмар, когато бебетата от родилно отделение стават жертва на потенциално смъртоносна епидемия. Клиничен случай: жена с паразит! |                        |                       |                            |
| 5 (1-05) | Damned If You Do       | 14 декември 2004 г.   | 16 февруари 2007 г.        |
| Подходът на доктор Хаус е изложен на проверка, когато се налага да лекува монахиня от тежка алергична реакция. Хаус не може да предположи, че миналото на жената се е върнало, за да я преследва. |                        |                       |                            |
| 6 (1-06) | The Socratic Method    | 21 декември 2004 г.   | 19 февруари 2007 г.        |
| Когато всички са убедени, че Луси Палмеро – шизофреничка, болна от дълбока венозна тромбоза, прикрива алкохолизма си, единствено доктор Хаус търси по-дълбоки причини за заболяването ѝ. Въпреки протестите на свръх грижовния ѝ син, Хаус спира всички лекарства на болната и тайно изпраща Форман и Чейс да претърсят жилището ѝ за някакви следи.                                                                                 |                        |                       |                            |
| 7 (1-07) | Fidelity               | 28 декември 2004 г.   | 23 февруари 2007 г.        |
| В болницата постъпва жена със симптоми на африканска сънна болест, но никой не разбира по какъв начин може да се е заразила. Хаус и помощниците му трябва да зададат доста трудни въпроси и да вземат няколко драстични решения, за да се опитат да я спасят. |                        |                       |                            |
| 8 (1-08) | Poison                 | 25 януари 2005 г.     | 27 февруари 2007 г.        |
| Гимназист има халюцинации и колабира по време на изпит. Когато състоянието му не се повлиява от лечението и обичайните изследвания не дават резултат, Форман предлага случая на Хаус. Пациент в клиниката: една щастлива възрастна дама. |                        |                       |                            |
| 9 (1-09) | DNR                    | 1 февруари 2005 г.    | 2 март 2007 г.             |
| Известен парализиран джаз-музикант е със затруднено дишане, а парализата му се влошава по необясними причини. Пациентът е готов да се предаде и подписва формуляр да не бъде реанимиран. Хаус не само престъпва волята му, но дори стига до съд, за да направи опит да спаси живота ми. Клиничен случай: диабетик, станал жертва на лакомията си.                                                                                    |                        |                       |                            |
| 10 (1-10) | Histories              | 8 февруари 2005 г.    | 5 март 2007 г.             |
| Бездомна жена припада и прави гърч. Форман отказва да се занимава с нея, което само възбужда любопитството на д-р Хаус. Клиничен случай: многодетна майка, заради която Хаус се преструва на болен, в резултат на което е принуден да поеме грижите за две студентки и да ги обучава как се снема анамнеза. |                        |                       |                            |
| 11 (1-11) | Detox                  | 15 февруари 2005 г.   | 9 март 2007 г.             |
| Момиче блъсва скъпата кола на бащата на приятеля си, след като приятелят ѝ започва да храчи кръв. Необяснимите кръвоизливи продължават, а Хаус е заинтригуван от реакциите на Уилсън и Форман и затова поема случая. Къди обещава на Хаус да го освободи за месец от задълженията му в клиниката, ако откаже болкоуспокояващите. |                        |                       |                            |
| 12 (1-12) | Sports Medicine        | 22 февруари 2005 г.   | 12 март 2007 г.            |
| Отказал се от наркотици бейзболист е напът да се завърне към големия спорт, но си чупи ръката поради факта, че костите му са крехки. Клинични случаи: жена с болки в крака; мъж, който иска да си извади контактните лещи; зъболекар с различни оплаквания и тийнейджър след махмурлук – и всичко това само за 70 секунди. |                        |                       |                            |
| 13 (1-13) | Cursed                 | 1 март 2005 г.        | 19 март 2007 г.            |
| Малко момче поддържа температура повече от седмица и на спиритически сеанс му предсказват, че ще умре. Клинични случаи: Чейс лекува мъж с безчувствени пръсти. |                        |                       |                            |
| 14 (1-14) | Control                | 15 март 2005 г.       | 23 март 2007 г.            |
| Може ли Хаус да спаси амбициозна управителка на голяма компания от същия проблем, заради който той изпитва постоянна болка? Нов председател на борда на болницата създава проблеми. Клинични случаи: Момче и неговият ням баща. |                        |                       |                            |
| 15 (1-15) | Mob Rules              | 22 март 2005 г.       | 24 април 2007 г.           |
| Информатор на мафията губи съзнание преди процеса. Преструва ли се или наистина е в кома? Клиничен случай: в клиниката идват двама братя. По-малкият е с напъхана играчка в носа. |                        |                       |                            |
| 16 (1-16) | Heavy                  | 29 март 2005 г.       | 25 април 2007 г.           |
| Десетгодишно момиченце с наднормено тегло има здравословен проблем. Майката е притеснена, че лекарите търсят проблема в начина ѝ на хранене и пропускат истинската причина за заболяването ѝ. Междувременно Воглър притиска Хаус да уволни един човек от екипа си. Клиничен случай: неидентифициран мъж с инфекция от перфориран скротум и жена с огромен тумор на яйчник, която отказва да се оперира, за да не се лиши от чара си. |                        |                       |                            |
| 17 (1-17) | Role Model             | 12 април 2005 г.      | 26 април 2007 г.           |
| Хаус лекува чернокож кандидат за президент, за когото е убеден, че е болен от СПИН. Но пациентът го убеждава да размисли. Воглър кара Хаус да произнесе реч с цел да рекламира ново лекарство на компанията на Воглър, но лекарят има други планове. |                        |                       |                            |
| 18 (1-18) | Babies & Bathwater     | 19 април 2005 г.      | 30 април 2007 г.           |
| Хаус и екипът му се мъчат да разберат каква е причината за бъбречната недостатъчност и мозъчното увреждане при бременна жена. Воглър е напът да уволни Хаус. |                        |                       |                            |
| 19 (1-19) | Kids                   | 3 май 2005 г.         | 1 май 2007 г.              |
| Болницата е пълна със заразени от менингит хора, а Хаус е заинтригуван от една пациентка: 12-годишна шампионка по скокове във вода, чиито симптоми не приличат на тези, които имат останалите. Оказва се, че момичето е бременно, но не е изнасилено а е било по нейно желание. |                        |                       |                            |
| 20 (1-20) | Love Hurts             | 10 май 2005 г.        | 2 май 2007 г.              |
| Хаус предизвиква инсулт на пациент, но главната тема на разговори е предстоящата среща на Хаус с Камърън. Екипът трябва да се справи със странните навици на пациента, с неговата властна „приятелка“ и с упоритите му родители, за да спаси живота му. |                        |                       |                            |
| 21 (1-21) | Three Stories          | 17 май 2005 г.        | 3 май 2007 г.              |
| |                        |                       |                            |
| 22 (1-22) | Honeymoon              | 24 май 2005 г.        | 7 май 2007 г.              |
| |                        |                       |                            |